# Springsteen & I
Springsteen & I è un film documentario statunitense del 2013 diretto da Baillie Walsh, che documenta la vita e la carriera di Bruce Springsteen attraverso gli occhi e le visioni dei suoi fan in tutto il mondo.

## Distribuzione
Il film è stato proiettato nelle sale cinematografiche il 22 luglio 2013 in contemporanea in più di 50 paesi e 2000 cinema. Il primo trailer è stato distribuito il 23 maggio 2013, mentre un altro trailer esteso è uscito nei primi giorni di luglio.
è uscito in DVD e BLURAY il 28 ottobre, su etichetta Eagle Rock. In Italia è distribuito da Edel Italy.

## Bonus
Dopo i titoli di coda del film, al cinema è stato proiettato un contenuto speciale di 6 canzoni dal concerto di Springsteen al festival Hard Rock Calling del 2012, comprese 2 performance con Paul McCartney.